# TNA Lockdown (2007)
L'édition 2007 de Lockdown est un spectacle de lutte professionnelle (catch) diffusé en paiement à la séance organisé par la Total Nonstop Action Wrestling qui s'est déroulé le 15 avril 2007 à Saint Charles, Missouri dans la Family Arena.

## Contexte
Les spectacles de la Total Nonstop Action Wrestling en paiement à la séance sont constitués de matchs aux résultats prédéterminés par les scénaristes de la TNA. Ces rencontres sont justifiées par des storylines - une rivalité avec un catcheur, la plupart du temps - ou par des qualifications survenues dans les émissions de la TNA telles que TNA Xplosion et TNA Impact!. Tous les catcheurs possèdent un gimmick, c'est-à-dire qu'ils incarnent un personnage face (gentil), heel (méchant) ou tweener (neutre, apprécié du public), qui évolue au fil des rencontres. Un pay-per-view comme Lockdown est donc un évènement tournant pour les différentes storylines en cours.

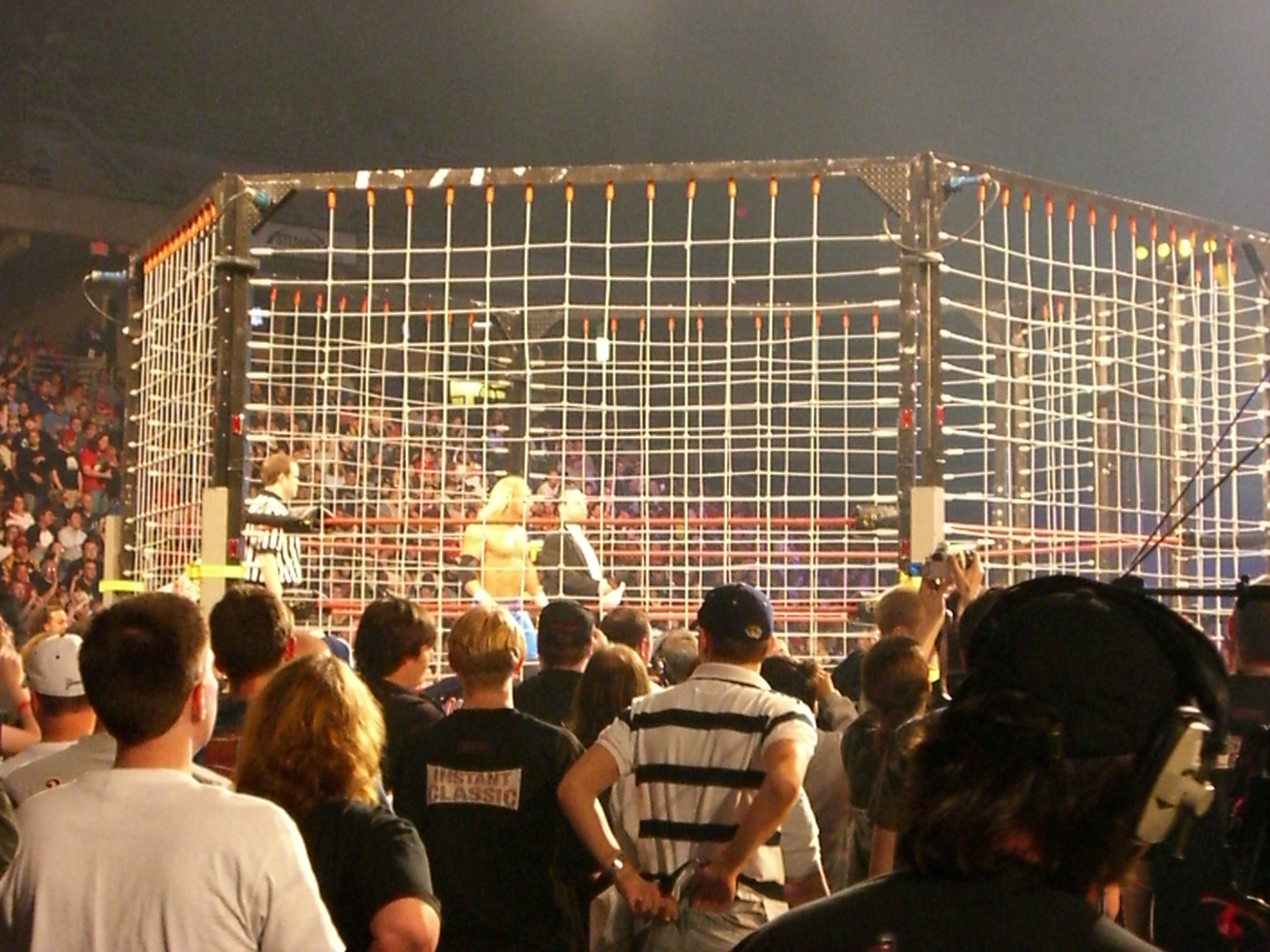
Six Sides of Steel Cage lors de Lockdown 2007.

Durant ce spectacle deux variantes de matchs en cage spécifiques à la TNA ont lieu, il s'agit du Lethal Lockdown match et du Xscape match.
Un Xscape match oppose généralement les catcheurs de la X Division (la catégorie des moins de 100 kilos). Il s'agit d'un match opposant plusieurs catcheurs, le but est tout d'abord d'éliminer ses adversaires par tombé ou soumission puis une fois ne reste que deux hommes sur le ring ils doivent s'échapper de la cage pour remporter le match.
Le Lethal Lockdown est un match en équipe sans disqualification où un membre de chaque équipe commencent le match et les autres participants arrivent les uns après les autres. Une fois le dernier arrivé alors le toit de la cage sur lequel est suspendu divers objets s'abaisse. La victoire ne s'obtient qu'à ce moment-là en effectuant le tombé ou une soumission sur un des membres de l'équipe adverse.

### Rivalité entre Christian Cage et Kurt Angle
À Destination X Christian Cage a conservé son titre de champion du monde poids-lourd de la NWA face à Samoa Joe. Le 15 mars à Impact!, le directeur de l'autorité Jim Cornette annonce que le Lethal Lockdown match opposera une équipe mené par Kurt Angle à une équipe dont le leader est Christian Cage et celui qui fera gagner son équipe deviendra challenger pour le titre de Christian à Sacrifice. Ce soir là Christian recrute A.J. Styles et tente de faire venir Abyss dans son équipe mais Sting vient sur le ring et explique q'Abyss a changé et qu'il fait partie d'aucune équipe, Cornette vient et annonce la semaine suivante un match par équipe opposant Cage et Styles à Sting et Abyss dont l'objet sera l'intégration où non d'Abyss dans l'équipe Cage. La semaine suivante Cage et Styles remportent un match par équipe face à Sting et Abyss à la suite de l'intervention de Scott Steiner et Abyss devient membre de l'équipe Cage. Plus tôt dans la soirée Kurt Angle a recruté Samoa Joe et Rhino (qui est en rivalité avec Styles) dans son équipe. Le 29 mars, Steiner rejoint l'équipe de Christian et ce dernier tente de recruter Tomko qui accuse Christian de lui avoir menti. Jim Cornette organise alors un match opposant Kurt Angle à Abyss dont l'enjeu est d'obtenir les services de Tomko pour Lockdown. Kurt remporte le match mais Tomko agresse Kurt Angle et rejoint l'équipe Cage. Le 5 avril, Sting rejoint l'équipe de Kurt Angle et le 12 avril, Jeff Jarrett revient sur le ring et annonce qu'il est le dernier membre de l'équipe Angle

### Rivalité entre Latin American Xchange et Team 3D pour le championnat du monde par équipe de la NWA
Depuis le début de l'année 2007 The Latin American Xchange (LAX) (Homicide, Hernandez et Konnan) a une rivalité avec la Team 3D Brother Ray, Brother Devon et Brother Runt). À Final Resolution, Brother Runt est intervenu pendant le match pour le championnat du monde par équipe de la NWA opposant Homicide et Hernandez à Brother Ray et Brother Devon. À Destination X Devon et Ray perdent un ghetto brawl (match sans disqualification) face à Homicide et Hernandez à la suite de l'intervention d'Alex Shelley qui a attaqué Devon. Le 15 mars à la suite de la victoire de Shelley, Homicide et Hernandez face à la Team 3D Konnan a déclaré que son clan va s'en prendre à l'héritage de la Team 3D,. Le 5 avril Jim Cornette annonce qu'un match entre LAX et la Team 3D aura lieu à Lockdown, LAX mettra en jeu son championnat et la Team 3D son héritage dans un Six Side of Steel Tornado tag team match (match par équipe où il n'y a ni partenaire légal, ni partenaire illégal qui a lieu dans la cage électrifié). La semaine suivante LAX utilise un taser sur Brother Runt.

### Rivalité entre Gail Kim et Jackie Moore
Depuis le début de l'année Gail Kim et Jackie Mooresont en rivalité depuis que Gail a trahi James Storm dans son match face à Petey Williams lors de Final Resolution. Un match par équipe mixte est par la suite organisé à Against All Odds où Storm et Moore battent Williams et Kim. Williams et Kim perdent un match revanche à Destination X. Le 22 mars Storm avec Moore gagne par forfait un match face à Jerry Lynn, ce dernier n'étant pas venu sur le ring. Il a ensuite défié quiconque voulant l'affronter et Chris Harris, son ancien équipier au sein d'America's Most Wanted, est venu accompagné de Gail Kim. Gail Kim et Jackie Moore se sont ensuite battus sur le ring puis dans les coulisses. Le 5 avril Gail Kim attaque sa rivale dans le bureau de Jim Cornette qui annonce plus tard dans la soirée un match en cage entre Gail Kim et Jackie Moore.

### Rivalité entre Bobby Roode et Petey Williams
Début janvier Robert Roode a changé de gimmick : il est maintenant un homme d'affaires qui dirige Robert Roode Inc. avec Ms. Brooks. Lors de Against All Odds ils ont réussi à faire venir sous la contrainte Eric Young dans leur groupe. Par la suite il est régulièrement humilié par Roode qui lui demande de nettoyer les toilettes par exemple. Petey Williams, l'ancien équipier de Roode et de Young au sein de la Team Canada n'accepte pas le traitement de Young par son « employeur »,. Le 5 avril Jim Cornette annonce qu'un match opposant Bobby Roode et Petey Williams aura lieu à Lockdown.

## Matchs

### Pré-show
Le spectacle a commencé avec un pre-show non diffusé et le premier match de la soirée a été un match en équipe opposant The Voodoo Kin Mafia (B.G. James et Kip James) accompagné par Lance Hoyt à Serotonin (Kaz et Havok) avec Martyr et Christy Hemme et remporté par la Voodoo Kin Mafia.

### Matchs préliminaires
Le premier match diffusé est un Xscape match pour le championnat de la division X opposant le champion Chris Sabin au « Black Machismo » Jay Lethal, Alex Shelley, Shark Boy et Sonjay Dutt. Après six minutes de combat Shark Boy est le premier éliminé après qu'Alex Shelley ait effectué un reverse DDT puis un double leg drop avec Chris Sabin. Jay Lethal entre par la suite sur le ring et affronte Shelley, qui travaille en équipe avec Chris Sabin. Par la suite Lethal passe le relais à Sonjay Dutt qui est lui aussi victime du travail d'équipe de Sabin et Shelley et qui se fait éliminer par le champion en titre après un Cradle Shock. Rapidement Lethal élimine Shelley à la suite d'un flying elbow drop, un saut depuis un des coin du ring suivi d'une descente du coude sur le torse de son adversaire. Les deux hommes se retrouvent à monter au sommet de la cage cote à cote en s'envoyant des coups, dans la descente de la cage Chris Sabin réussit à sauter hors de la cage pour conserver son titre.
Le deuxième match diffusé de la soirée a opposé Petey Williams à Robert Roode accompagné de Ms. Brooks et Eric Young. Avant le match Roode force Eric Young à s'asseoir sur une chaise et à ne pas intervenir pendant le match. Après sept minutes de combat Young intervient dans le match en empêchant prenant des mains de son « employeur » une crosse de hockey que Roode avait obtenu après que Ms. Brooks l'ait trouvé sous le ring. Young la donne ensuite à Williams qui s'en sert à deux reprises avant que l'arbitre ne prenne l'objet. Williams tente ensuite le Canadian Destroyer mais il se fait contrer par son adversaire qui place ensuite une fisherman's suplex pour remporter le match.
Le match suivant oppose Jackie Moore à Gail Kim et contrairement à tous les autres matchs simple de la soirée celui-ci peut se gagner en s'échappant de la cage. Avant que Gail Kim n'arrive sur le ring elle se fait attaquer par son puis les deux femmes se battent en dehors du ring puis entre ensuite sur le ring. Gail Kim remporte le match en faisant le tombé à la suite d'un crossbody, un saut depuis le haut de la cage.
Après la victoire de Gail Kim vient le match opposant Austin Starr à Senshi qui en plus d'être un match en cage il est un Special Referee, l'arbitre étant Bob Backlund un ancien catcheur. Après six minutes de combat, Starr réussit à porter une powerbomb sur son adversaire et tente le tombé avant d’exécuter une single leg Boston crab mais Senshi réussit à aller dans les cordes. Starr critique encore une fois Backlund car il lui a demandé de mettre fin à cette prise. Quelques minutes plus tard Starr effectue le tombé à la suite d'un dropkick en se servant des cordes mais l'arbitre s'en aperçoit et arrête de compter ce qui énerve encore plus Starr qui demande à Backlund de changer sa façon d'arbitrer. Senshi en profite alors pour lui porter un running dropkick et monte sur un des coins du ring pour sauter sur son adversaire au sol mais il est déséquilibré par l'arbitre qui a été poussé par Starr qui met son adversaire au sol avant de monter sur le coin où était Senshi pour effectuer un 450 splash, un saut avec une rotation de 450° où il atterrit sur son adversaire au sol. Il tente le tombé sans succès et s'énerve encore une fois contre l'arbitre. Backlund pousse Starr et Senshi effectue alors un petit paquet pour remporter le match.
Un Blindfold match (match où les participants sont aveuglés) a ensuite lieu. Il oppose Chris Harris à James Storm. Pendant de longue minutes les deux hommes ont cherché leurs adversaire en avançant à tâtons sur le ring au grand dam du public qui a chanté « We want wrestling » (on veut un combat) et « Boring ! » (Ennuyeux). Au bout de dix minutes de combat Harris effectue un sharpshooter, une prise de soumission sur les jambes, à l'arbitre croyant que c'est son adversaire. Storm profite de ce que l'arbitre ne puisse pas le voir pour enlever sa cagoule et effectue un Superkick dans la tête de son adversaire. Il remet sa cagoule avant d'effectuer le tombé et remporte le match.
Un match entre Jerry Lynn et Christopher Daniels a ensuite lieu. Le match commence dès l’entrée de Daniels dans la cage avec Lynn qui attaque son adversaire. Après huit minutes de combat Lynn tente d'effectuer un cradle piledriver mais il est contré par son adversaire qui le plaque au sol avant d'effectuer son Best Moonsault Ever mais Lynn esquive avant de porter un Fireman's carry cutter sur Daniels. Les deux hommes se battent sur la troisième corde, Daniels tente d'effectuer l’Angel's Wings depuis la troisième corde sans succès. Lynn tente un cradle piledriver depuis la troisième corde mais Daniels le contre et le ramène au sol avant d'effectuer le Last Rites pour remporter le match en effectuant le tombé.

### Matchs principaux
Le premier des deux matchs principaux oppose Latin American Xchange (LAX) (Homicide et Hernandez) qui défend son championnat du monde par équipe de la National Wrestling Alliance (NWA) face à la Team 3D (Brother Ray et Brother Devon) dans un Electrified Six Side of Steel Tornado tag team match (match par équipe où il n'y a ni partenaire légal, ni partenaire illégal qui a lieu dans la cage électrifié). L'éclairage est différent des autres matchs, le public est dans le noir et le ring est éclairé en bleu. Après huit minutes de combat LAX a pris l'avantage sur leurs adversaire et Konnan décide d’assommer le gardien de la cage avec une chaise pour l'apporter ensuite à ses équipiers mais Hector Guerrero, un des commentateurs hispanique intervient et menace Konnan avec la chaise. Guerrero ouvre ensuite la porte de la cage et propose à Brother Ray la chaise mais celui demande une table que le commentateur apporte après en avoir trouvé une sous le ring. Hernandez demande des explications à Hector Guerrero en allant devant la porte ouverte et le commentateur lui répond en claquant la porte de la cage sur la tête d'Hernandez. Après 14 minutes de combat Homicide déploie la table sur le ring et couche Brother Devon dessus avant d'enfiler une paire de gants et de monter au sommet de la cage. Il saute sur la table mais Devon a réussi à se relever et Homicide casse la table. Hernandez s'en prend ensuite à la Team 3D mais il se fait projeter contre la cage et tombe sur le ring. Brother Ray effectue le tombé et la Team 3D remporte la ceinture de champion du monde par équipe de la NWA.

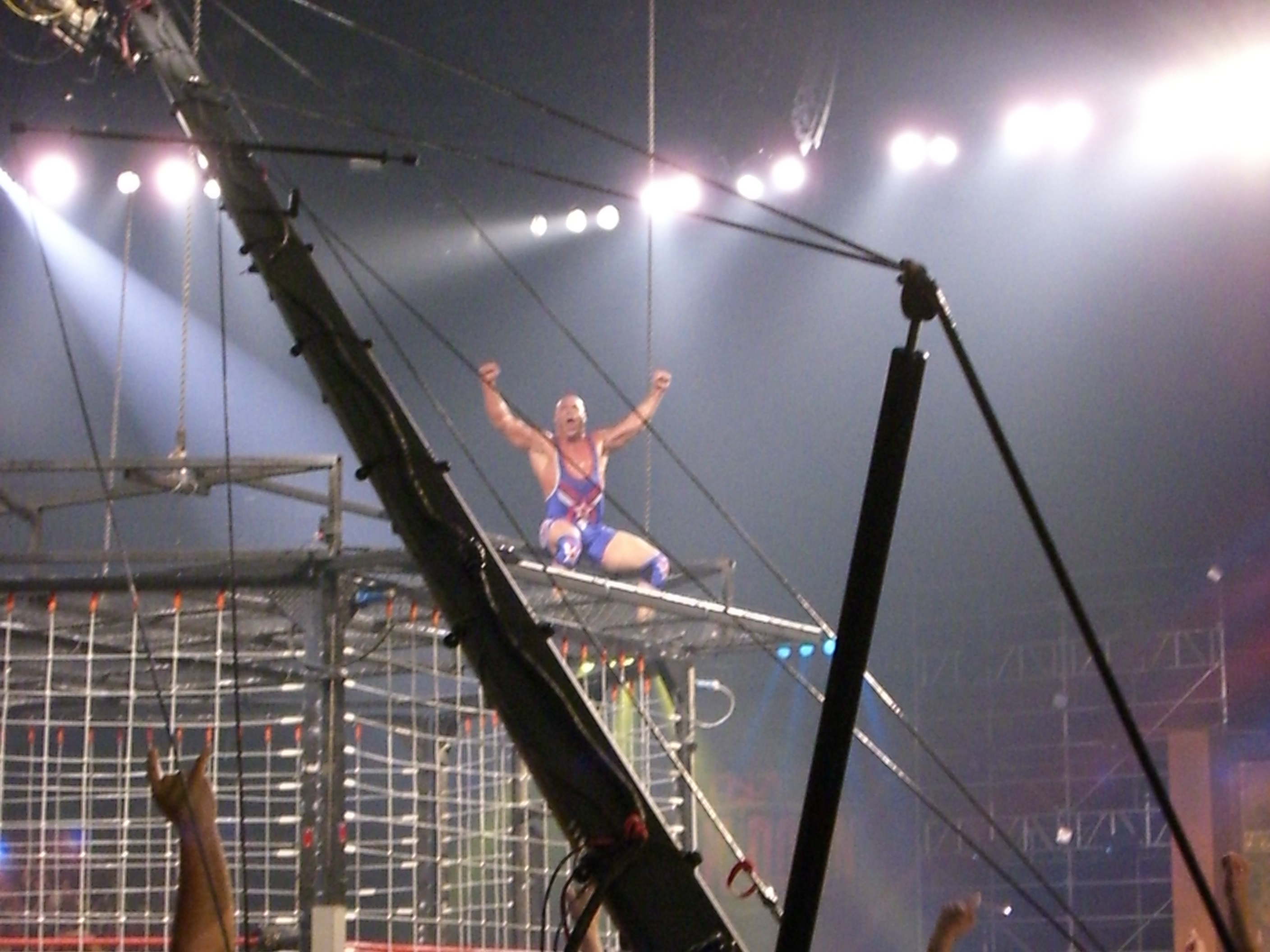
Kurt Angle sur le toit de la cage après la victoire de son équipe.

Le dernier match de la soirée est le Lethal Lockdown match opposant la Team Cage (Christian Cage, A.J. Styles, Abyss, Tomko et Scott Steiner) à la Team Angle (Kurt Angle, Sting, Samoa Joe, Rhino et Jeff Jarrett), le gardien de la porte de la cage est Harley Race. Le match commence par un affrontement entre Kurt Angle et A.J. Styles où Angle réalise un Olympic slam sur son adversaire avant l'entrée d'un autre participant. Après cinq minutes de combat Abyss arrive avec James Mitchell. Abyss et Styles travaillent en équipe pour affaiblir leur adversaire. Deux minutes plus tard, Rhino arrive en courant et réussit à prendre le dessus sur ses adversaires, laissant ainsi un peu de répit à Angle. Tomko entre ensuite et redonne l'avantage à la Team Cage. Samoa Joe arrive sur le ring deux minutes après Tomko et après avoir attaqué Tomko et Abyss, il porte son Muscle Buster sur Styles. Scott Steiner arrive ensuite et après deux belly to belly suplex (une sur Angle et une sur Joe) il effectue un frankensteiner sur Rhino. Sting entre dans la cage et effectue plusieurs Stinger splash sur tous ses adversaires. Styles tente de monter au sommet de la cage et Tomko et Abyss tentent de le rejoindre mais Sting et Rhino les ramènent les projettent tous les trois au sol. Christian Cage est l'avant dernier à entrer sur le ring, il effectue plusieurs atemi, des claques sur le torse, mais l’Icon ne « vend pas » les coups pour faire ainsi croire au public que ces coups ne lui fait rien. Jeff Jarrett entre en dernier et le toit de la cage sur lequel est suspendu divers objets et armes est abaissé. Jarrett décroche le couvercle d'une poubelle et s'en sert pour frapper la tête d'Abyss et de Steiner. Styles met Jarrett à terre en lui donnant un coup de batte de baseball dans le dos et Angle vient voir son adversaire et, après l'avoir désarmé, lui porte deux suplex. Styles monte alors sur le toit de la cage et il est rejoint par Angle. Pendant ce temps, James Mitchell donne à Abyss deux sacs de punaises. Tomko et Samoa Joe se battent au sommet d'un des coins du ring pour décrocher une guitare et Joe réussit à déséquilibrer son adversaire qui se retrouve entre les cordes et la porte de la cage. Rhino court alors vers Tomko et lui porte son Gore, une variante de plaquage de football américain où il n'attrappe pas son adversaire, cassant la chaîne qui verrouille la porte et projetant Tomko hors du ring. Rhino sort du ring pour attaquer Tomko, Steiner et Samoa Joe se joignent à eux ensuite. Sur le ring, Abyss dépose des punaises au sol et tente un double chokeslam en prenant à la gorge Jarrett et Sting mais ces derniers réussissent à le contrer en lui donnant un coup de pied. Christian arrive et se fait rapidement projeter au sol dans les punaises par Jarrett et Sting. Au sommet de la cage, Angle réussit à faire tomber Styles au sol grâce à un coup de poing. Styles tombe sur Rhino, Tomko, Steiner et Samoa Joe. Sur le ring, Abyss dispose des punaises à l'intérieur d'une guitare. Sting attaque son adversaire avant qu'il ne puisse utiliser cette arme permettant ainsi à Jarrett de récupérer la guitare. Il demande ensuite à Sting de s'écarter pour frapper Abyss avec la guitare. Abyss est à terre et Jeff Jarrett veut que Sting fasse le tombé. Sting hésite puis s’exécute et fait remporter le match à la Team Angle, Sting et Jeff Jarrett se serrent la main.

### Tableau des matchs
| #    | Match | Stipulation                                                                  | Durée |
| ---- | --- | ---------------------------------------------------------------------------- | ----- |
| Dark | The Voodoo Kin Mafia (B.G. James et Kip James) (avec Lance Hoyt) battent Serotonin (Kaz et Havok) (avec Martyr et Christy Hemme)                                        | Six Sides of Steel match                                                     | 3:35  |
| 1    | Chris Sabin (c) bat Jay Lethal (avec Kevin Nash), Sonjay Dutt, Alex Shelley, et Shark Boy                                                                               | Xscape match pour le TNA X Division Championship                             | 15:50 |
| 2    | Robert Roode (avec Ms. Brooks et Eric Young) bat Petey Williams | Six Sides of Steel cage match                                                | 10:14 |
| 3    | Gail Kim bat Jackie Moore | Six Sides of Steel cage match                                                | 7:13  |
| 4    | Senshi bat Austin Starr | Special Guest Referee                                                        | 9:57  |
| 5    | James Storm bat Chris Harris | Six Sides of Steel Blindfold match                                           | 9:05  |
| 6    | Christopher Daniels bat Jerry Lynn | Six Sides of Steel cage match                                                | 13:29 |
| 7    | Team 3D (Brother Ray et Brother Devon) battent The Latin American Xchange (Homicide et Hernandez) (c)                                                                   | Electrified Six Sides of Steel match pour le NWA World Tag Team Championship | 15:36 |
| 8    | Team Angle (Kurt Angle, Samoa Joe, Rhino, Sting, et Jeff Jarrett) battent Team Cage (Christian Cage, A.J. Styles, Scott Steiner, Abyss, et Tomko) (avec James Mitchell) | Lethal Lockdown match                                                        | 28:04 |

## Accueil et critique
Deux matchs n'ont pas été appréciés par le public présent ce soir-là : le blindfold match (les deux hommes sont aveuglés pendant le match) opposant Chris Harris à James Storm et le match pour le championnat du monde par équipe de la National Wrestling Alliance entre Latin American Xchange (LAX) (Homicide et Hernandez) et la Team 3D (Brother Ray et Brother Devon) dans un Electrified Six Side of Steel Tornado tag team match (match par équipe où il n'y a ni partenaire légal, ni partenaire illégal qui a lieu dans la cage électrifié). La foule a chanté « Someone stop this ! » (Que quelqu'un arrête cela !) vers la fin du match entre Storm et Harris après avoir chanté « We want wrestling » (On veut un combat) après avoir vu que les deux hommes aveuglés avançaient à tâtons. Lors du match en LAX et la Team 3D Wade Keller du Pro Wrestling Torch a entendu le public crier « Fire Russo » (Virez Vince Russo, un des membres de l'équipe créative de la TNA et qui est aussi une personne controversé). Le match principal a néanmoins été apprécié par les spectateurs qui ont crié « This is awesome » (C'est incroyable) après qu'A.J. Styles soit tombé du toit de la cage.
Chris Sokol du Canadian Online Explorer a jugé la soirée comme étant « rien d'autre qu'une déception … le pire pay-per-view de la Total Nonstop Action Wrestling » et attribue la note de cinq et demi sur dix à l'ensemble du spectacle. Il n'a pas apprécié le match entre Storm et Harris et le fait savoir en donnant la note de quatre sur dix. Il considère que le match entre LAX et la Team 3D n'est pas un mauvais match mais que « les effets spéciaux ont été une déception » gratifiant d'un six sur dix. Le Lethal Lockdown match entre la Team Angle et la Team Cage a eu selon lui « un final intéressant qui est loin d'être spectaculaire. » et a donné la note de sept sur dix à ce match. Il a terminé son article en conseillant à la TNA de quitter plus souvent leurs studios d'Orlando.
Wade Keller du Pro Wrestling Torch est à peu de chose près du même avis que Chris Sokol. Il a jugé beaucoup plus sévèrement le match entre Chris Harris et James Storm en donnant moins quatre étoiles sur cinq. Il prie pour que « ce match soit le pire de l'année ». Le match entre LAX et la Team 3D a « trop l'air d'être sorti d'un cartoon pour prendre au sérieux le reste du combat » et attribue deux étoiles sur cinq à ce match. Le match principal est aussi critiqué. Il ne comprend pas pourquoi l'équipe créative de la TNA s'obstine à ce que ce match se déroule en dehors de la cage et n'a donc pas du tout apprécié que Kurt Angle et A.J. Styles se soient battus sur le toit du ring, trouvant cela « insupportable ». Il n'a pas non plus apprécié que Rhino ouvre la porte de la cage à la suite de son plaquage sur Tomko et la chute du toit de Styles sur Samoa Joe, Scott Steiner, Tomko et Rhino pour les mêmes raisons. Il note ce match de trois étoiles le trouvant « très lent jusqu'à ce que tous les participants soit entrés sur le ring. La chute de Styles était de trop. ».